# Microdipoena vanstallei
Espèce
Microdipoena vanstallei est une espèce d'araignées aranéomorphes de la famille des Mysmenidae.

## Distribution
Cette espèce est endémique du Cameroun.

## Publication originale
- Baert, 1985 : Telemidae, Mysmenidae and Ochyroceratidae from Cameroon (Araneae): Scientific report of the Belgian Mount Cameroon Expeditions 1981 and 1983 (no. 13). Biologisch Jaarboek Dodonaea, vol. 53, p. 44-57.